# Bernardo Verbitsky
Bernardo Verbitsky (Buenos Aires, 22 de noviembre de 1907 - 15 de marzo de 1979) fue un escritor y periodista argentino. Inventó la expresión villa miseria. Es el padre del periodista Horacio Verbitsky, quien se refirió a él en varios medios.

## Biografía
Después de abandonar las carreras de Derecho y Medicina, se convirtió en un retratista de las glorias y miserias de la ciudad de Buenos Aires, muy ligado al tango y al alma de la ciudad. Fue guionista y miembro de la Academia Porteña del Lunfardo.
"El primero que empleó el término “villa miseria” para referirse a los asentamientos urbanos marginales y precarios fue el escritor y periodista Bernardo Verbitsky en una serie periodística realizada en 1953 para el diario Noticias Gráficas. Verbitsky escribió su novela Villa Miseria también es América".
Como escritor, dirigió la serie Letras Argentinas de Editorial Paidós y tradujo del ruso Diario de un escritor, de Fiódor Dostoyevski, publicado por Emecé en 1944.

## Filmografía
Ordenada por roles
Argumento
- La senda oscura (1947)
- Nace un campeón (1952)

Autor
- Una cita con la vida (1958)

Guionista
- Dos tipos con suerte (1959)

La TV Pública argentina le rindió homenaje biográfico en un video reproducido a lo largo de la jornada en que se cumplían 42 años de su fallecimiento.

## Trayectoria periodística
Fue redactor en el diario Crítica, de Natalio Botana; en Noticias Gráficas y asiduo colaborador en Nosotros; La Nación; Ficción; revista Confirmado y Américas (EUA). Entre las décadas del '40 y '50 (el primer ejemplar está fechado en julio de 1945), fue secretario de Redacción de la bimestral revista literaria DAVAR, de la Sociedad Hebraica.
Fue colaborador de la revista QUÉ sucedió en 7 días (primera época, 1946-1947), dirigida por Baltazar V. Jaramillo. Escribió una reseña acompañando la "Carpeta de Ana Frank" creación del artista Alberto Bruzzone, en la que participaron otros grandes escritores. 
En la década de 1950 colaboró con la revista Gaceta Literaria.
Publicó comentarios bibliográficos en el diario Noticias Gráficas bajo la sección Los libros por dentro donde también escribió acerca de María Dhialma Tiberti (el 13 de septiembre de 1949); Martínez Estrada (26 de marzo de 1961) o "Estudios sobre Juan Ramón Jiménez" (19 de marzo de 1961).
Dirigió, junto a Lautaro Murúa y Fernando Birri, entre otros, la revista Cinecrítica entre agosto de 1960 y agosto de 1962.
En la revista Confirmado, de su amigo Jacobo Timerman, tuvo una columna fija entre mayo y noviembre de 1966.

## Obras completas
| Libro                                  | Género                            | Editorial original                                 | Ciudad             | Año                                   | ISBN                        |
| -------------------------------------- | --------------------------------- | -------------------------------------------------- | ------------------ | ------------------------------------- | --------------------------- |
| Es difícil empezar a vivir             | Novela (360 pp)                   | Losada                                             | Bs. As.            | 1941                                  |                             |
| Significación de Stefan Zweig          | Ensayo (40 pp)                    | Sociedad Hebraica Argentina                        | Bs. As.            | 7 de septiembre de 1942               |                             |
| En esos años                           | Novela (408 pp)                   | Futuro                                             | Bs. As.            | 1947                                  |                             |
| Café de los angelitos                  | 12 cuentos (140 pp)               | Siglo Veinte                                       | Bs. As.            | Agosto de 1949                        |                             |
| Una pequeña familia                    | Novela (395 pp)                   | Losada                                             | Bs. As.            | Junio de 1951                         |                             |
| Calles de tango (Una cita con la vida) | Novela (140 pp)                   | Vorágine                                           | Bs. As.            | 1953                                  |                             |
| La esquina                             | Novela (242 pp)                   | Sudamericana                                       | Bs. As.            | Agosto de 1953                        |                             |
| Vacaciones                             | Novela corta (72 pp)              | Cuadernos del Instituto Amigos del Libro Argentino | Bs. As.            | Escrito en enero-febrero de 1953 1959 |                             |
| Un noviazgo                            | Novela (243 pp)                   | Goyanarte                                          | Bs. As.            | 4 de julio de 1956                    | ISBN 950-742-378-8          |
| Villa Miseria también es América       | Novela (280 pp)                   | Kraft /                                            | Bs. As.            | Diciembre de 1957                     |                             |
| Megatón                                | Poesía (44 pp)                    | Platina                                            | Bs. As.            | 1959                                  |                             |
| El teatro de Arthur Miller             | Ensayo (75 pp)                    | Siglo Veinte                                       | Bs. As.            | Octubre de 1959                       |                             |
| La tierra es azul                      | Novela corta y 3 relatos (127 pp) | Losada                                             | Bs. As.            | Diciembre de 1961                     |                             |
| Hamlet y Don Quijote                   | Ensayo (130 pp)                   | Jamcana                                            | Bs. As.            | Noviembre de 1964                     |                             |
| Un hombre de papel                     | Novela (500 pp)                   | Jorge Álvarez                                      | Bs. As.            | 1966                                  |                             |
| La neurosis monta su espectáculo       | Novela (235 pp)                   | Paidós                                             | Bs. As.            | 1969                                  |                             |
| Cuatro historias de Buenos Aires       | Cuentos (110 pp)                  | Editorial Rayuela                                  | Bs. As.            | Diciembre de 1970                     | (Antonio Berni dibuja a BV) |
| Etiquetas a los hombres                | Novela (640 pp)                   | Planeta                                            | Barcelona, España  | Diciembre de 1972                     |                             |
| Enamorado de Joan Báez                 | Novela (346 pp)                   | Planeta                                            | Barcelona, España  | Julio de 1975                         | ISBN 84-320-5329-5          |
| Literatura y conciencia nacional       | Ensayos (106 pp)                  | Paidós                                             | Bs. As.            | 1975                                  |                             |
| Octubre maduro                         | Cuentos (200 pp)                  | Macondo Ediciones                                  | Bs. As.            | Diciembre de 1976                     |                             |
| Hermana y sombra                       | Novela (230 pp)                   | Planeta                                            | Bs. As.            | 1977                                  | ISBN 950-742-282-X          |
| A pesar de todo                        | Cuentos (172 pp)                  | Monte Ávila Editores - (Colección Continentes)     | Caracas, Venezuela | 1978                                  | [ 45 ] [ 46 ]               |

La más conocida de sus obras Villa Miseria también es América dio nombre a los poblados de viviendas de cartón y chapas o maderas, con canillas comunitarias, donde aún hoy sobrevive gran cantidad de personas en la Argentina.
Su novela Calles de Tango fue llevada al cine por Hugo del Carril con el título Una Cita con la Vida; adaptada para la TV, con dirección de Sergio Renán.

## Colaboraciones internacionales
Aparece en un par de revistas de circulación internacional.
- CUADERNOS, N.º 89.- Revista Mensual de América Latina. Director: Germán Arciniegas. Colaboran: Bernardo Verbitsky: "Villamiseria en Buenos Aires". Congreso por la Libertad de la Cultura, París, octubre de 1964. (26x19. 96 pp. Ilustrado).

- NUEVO MUNDO, N.º 53.- Revista de América Latina. Sumario: Antonio Requeni: "Diálogo con Bernardo Verbitsky", París, agosto-noviembre de 1970. (25x18. 960 pp.)

### Material en Casa de las Américas
Casa de las Américas posee una carpeta –la 17– acerca de Bernardo Verbitsky con material de entre 1968 y 1979. Contiene: “Detrás de una mañana alucinada”, cuento inédito. Cables que anuncian la adaptación al cine de su novela “Calles de Tango” por el cineasta Hugo del Carril bajo el título “Una cita con la vida”. La publicación posterior de “La esquina”, “Vacaciones”, “Un hombre de papel”, que obtuvo el primer puesto entre los best sellers de 1967. Comentarios sobre su viaje a París. Entrevista realizada al escritor por Manuel Márquez. Cables que anuncian su muerte. Premio de Los Narradores, en 1978 (6 artículos).
Audio
La carpeta 18 contiene una grabación de alta fidelidad (disco analógico, 33 rpm, estéreo; 12 plg.) con texto sobre Leopoldo Marechal y su obra realizado por Bernardo Verbitsky. Es Marechal por él mismo; autobiografía poética. Buenos Aires, Editorial Sudamericana, 1967. (Acceso restringido. Sólo con la autorización de la dirección de la Biblioteca). Colección Archivo de la Palabra de la Casa de las Américas.

## La mirada de los otros
Verbitsky recibió una dedicatoria en un capítulo del libro "El psicoanálisis y los debates culturales. Ejemplos argentinos" (Paidós, Buenos Aires, 2004), del psicoanalista lacaniano Germán García, por su interesante inmersión en la compleja red argentina del psicoanálisis, de la que García pudo extraer conclusiones para la práctica analítica.
Otros autores opinaron de él:

"La deliberada objetividad relativa con que ‘muestra’ al país, brota casi siempre un discreto lirismo, una suerte de contenida emoción piadosa, elementos que transfiguran en sustancia artística lo que —de otro modo— sería sólo crónica. Y a este alto mérito se suma otro que distingue a Verbitsky de muchos de sus colegas (...): el de la calidad de su prosa que aúna lúcidamente el decoro formal con las indispensables concesiones al vulgarismo y el lunfardo"
 Martín Alberto Noel

“Es, de manera bien explícita, el novelista del alud inmigratorio de la Argentina, de los inmigrantes y de sus hijos, porque en estos prevalece todavía, por imperio de la sangre, la vital intimidad de los padres”
 Pedro Orgambide

“Hugo del Carril dice que gran parte de la tragedia argentina se debe al desencuentro entre padres e hijos, un tema que él había desarrollado en su película Una cita con la vida, basada en la novela Calles de Tango, de don Bernardo Verbitsky”.
 Néstor Montenegro, en revista Viva, de Clarín.

“En 1965 publiqué mi primer libro: "Lo que duele". Hice la presentación en la librería Falbo, en una Galería de la calle Florida. Aquello fue muy curioso. Falbo sabía organizar esas presentaciones, había mucha gente, recuerdo la presencia de Bernardo Verbitsky porque después me escribió una carta comentando poemas de mi libro y dándome mucho ánimo"
Alberto Costa (poeta de Quilmes)

“Cuando publiqué Los aventados, Bernardo Verbitsky me hizo una crítica respetuosa pero severísima. A mí me dolió, me hizo sangrar, porque era alguien muy respetado y un gran escritor. Me señalaba que la novela era esquemática, que me había dejado tentar por la anécdota, que era demasiado periodística, que se notaba que tenía medios lingüísticos y culturales y no había trabajado el material, al que había largado así, crudo. La verdad duele. Pero tuve la suerte de encontrarlo y de decirle “vea, usted me castigó duro, pero lo que me dijo es cierto y me ha servido”. Cuando me puse a escribir Las tierras blancas, cada vez que tocaba las teclas me acordaba de don Bernardo"
Juan José Manauta